# Russell Coutts
Sir Russell Coutts KNZM CBE (* 1. März 1962 in Wellington) ist ein neuseeländischer Segler und Segelyachtdesigner. Außerdem organisiert er Segelwettbewerbe.

## Leben
Sir Russell Coutts erlernte das Segeln mit sechs Jahren auf der für Kinder angelegten P-Klasse. Obwohl er auch intensiv Golf spielte, entschied er sich für den Segelsport. Russell Coutts ist studierter Ingenieur und hat bereits Segelyachten konstruiert.

### Olympia Teilnahmen
Russell Coutts nahm an den beiden Olympischen Sommerspielen 1984 und 1992 teil. Im Jahr 1984 startete er im  Finn-Dinghy bei den Spielen in Los Angeles in dem Segelaustragungsort Long Beach (Kalifornien) und gewann mit 34,7 Punkten vor dem US-Amerikaner John Bertrand mit 37 Punkten und dem Kanadier Terry Neilson mit 37,7 Punkten die Goldmedaille. Seine zweite Olympiateilnahme war im Jahr 1992 in Barcelona der Bootsklasse Soling, einem 3-Mann-Kielboot. Hier erreichte er gemeinsam mit seinen Mitseglern Graham Fleury und Simon Daubney den achten Platz. Beide wurden später Mannschaftsmitglieder seiner America’s Cup Engagements.

### America’s Cup
Fünfmal (1995 und 2000 für Neuseeland, 2003 für die Schweiz, 2010 und 2013 für die USA) gewann er den America’s Cup. Im Jahr 1995 holte er diesen wichtigsten aller Segelpokale mit der Yacht Black Magic, 2000 mit New Zealand, 2003 mit Alinghi und 2010 mit dem Trimaran USA. 2013 schließlich verteidigte sein Team Oracle den America’s Cup auf dem neuen AC72 Katamaran in der Bucht von San Francisco gegen das neuseeländische Team, bei dem sein Nachfolger Dean Barker als Skipper und Steuermann fungierte.
Der Wechsel als Skipper von „Team New Zealand“ zu „Team Alinghi“ im Jahr 2000 brachte Russell Coutts in seinem Heimatland Neuseeland viel Kritik ein, die bis zum Vorwurf des Landesverrats reichte. Aufgrund von internen Querelen verließ er nach dem Cup-Gewinn 2003 das „Team Alinghi“. Gemäß den Statuten des Cups durfte er bis zum Ende des folgenden Cup-Zyklus im Jahr 2007 bei keinem anderen Syndikat unterschreiben.

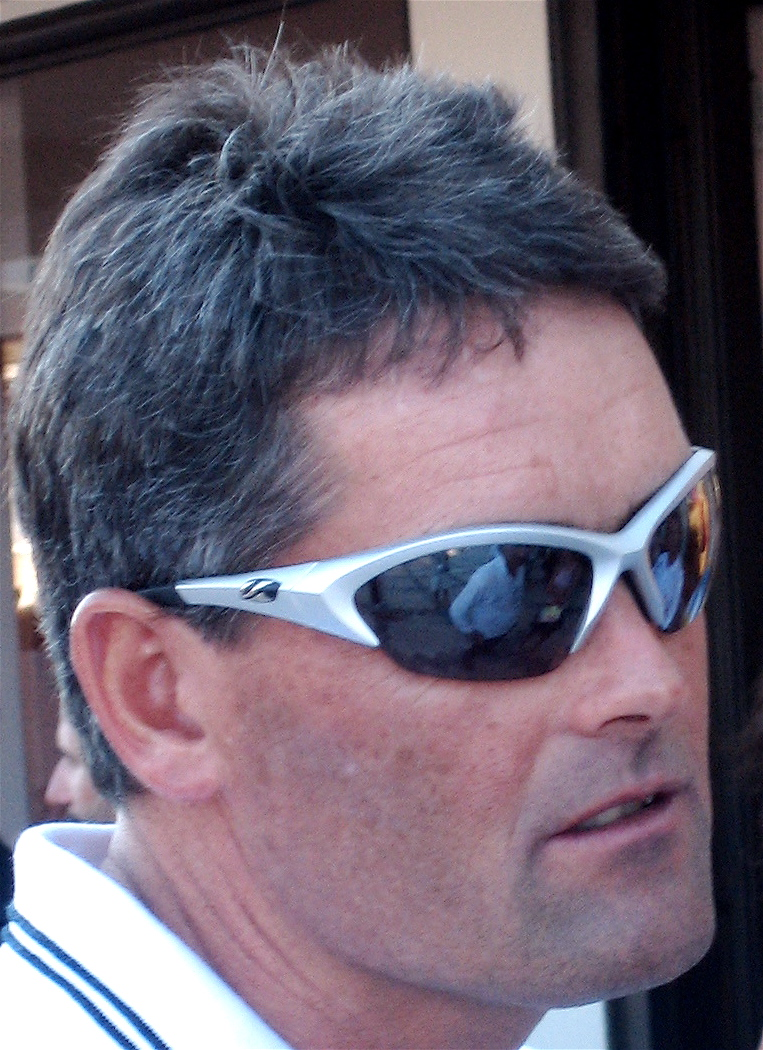
Sir Russell Coutts (Sardinia Rolex Cup, Porto Cervo, 2006)

Russell Coutts erreichte als Steuermann insgesamt 14 Siege im America’s Cup und führt so in der ewigen Bestenliste einen Sieg vor Dennis Conner. Er ist weiterhin der einzige Skipper, der mit 14 Siegen in Folge ungeschlagen ist. Im letzten Rennen des America’s Cups 2000 überließ er seinem späteren Nachfolger bei Team Neuseeland Dean Barker das Steuer.

### Yachtdesigner
Im Jahr 2005 widmete er sich mit dem Yachtdesigner Andrej Justin der Entwicklung der neuen Bootsklasse RC 44.
Im Jahr 2007 kündigten Paul Cayard, Russell Coutts und João Lagos einen jährlichen Segelwettbewerb, die World Sailing League an.

### BMW Oracle Racing
Nach dem America’s Cup 2007 unterschrieb Russell Coutts beim BMW Oracle Racing Team des US-Softwaremilliardärs Larry Ellison als Chief Executive Officer (CEO) für den nächsten Cup. Er war auch einer der Verhandlungsführer im Rechtsstreit zwischen BMW Oracle Racing und Titelverteidiger Alinghi.
Nach dem im Rechtsstreit zwischen den beiden Syndikaten vom New York Supreme Court entschieden wurde, dass BMW Oracle Racing der rechtmäßige Herausforderer von Alinghi sei, präsentierte Russell Coutts sein neues Team: Neben Coutts arbeiten James Spithill als Steuermann, John Kostecki als Taktiker, Hemish Pepper und andere namhafte Segelstars für das Team.

### 33. America’s Cup
Nach einem langen Rechtsstreit wurde der 33. America’s Cup im Februar 2010 vor der Küste Valencias ausgetragen. Der Trimaran USA mit James Spithill als Steuermann gewann mit 2:0 gegen Verteidiger Alinghi. Beim ersten der beiden Rennen verließ Coutts genau wie Finanzier Ellison das Boot kurz vor dem Start, um angesichts der leichten Winde Gewicht zu sparen. Beim zweiten und entscheidenden Rennen am Sonntag, 14. Februar, waren beide mit an Bord, als die USA den Cup nach 15 Jahren zurückgewannen.

### 34. America’s Cup
Als CEO des Teams Oracle Racing – BMW war nach dem Gewinn des Cups 2010 ausgestiegen – war Coutts maßgeblich an der Organisation und Ausgestaltung des 34. America’s Cup beteiligt, der im September 2013 in der Bucht von San Francisco stattfand.
Oracle Racing gelang es, im längsten Americas-Cup-Match der Geschichte einen 1:8-Rückstand gegen „Emirates Team New Zealand“ noch aufzuholen und den Cup erfolgreich zu verteidigen. Obwohl Coutts nicht selbst an Bord war, sahen sowohl Skipper James Spithill als auch Teameigner und Software-Tycoon Larry Ellison in ihm den Mann, der es möglich gemacht hatte, einen 1:8-Rückstand noch aufzuholen.

## Segelerfolge
- 1981 Weltmeister, Finn-Dinghy; ISAF World Youth Champion
- 1984 Goldmedaille, Olympische Spiele, Los Angeles, USA, Finn-Dinghy
- 1992 Weltmeister, Match Racing
- 1993 Weltmeister, Match Racing,
- 1993 Admiral’s-Cup-Sieger, Yacht „Pinta“
- 1995 Louis Vuitton-Cup-Sieger, Team New Zealand, Yacht „Black Magic“ in San Diego, USA, (37 Siege, 1 Niederlage)
- 1995 America’s-Cup-Sieger, Team New Zealand, Yacht „Black Magic“ in San Diego, USA, (5 zu 0)
- 1996 Weltmeister, Match Racing
- 2000 America’s Cup Sieger, Team New Zealand in Auckland, Neuseeland, (5 zu 0)
- 2001 Weltmeister, 12 m JI, Cowes, GB
- 2001 Weltmeister, Farr 40, Southampton, GB
- 2003 Louis Vuitton-Cup-Sieger, Team Alinghi in Auckland (26 Siege, 4 Niederlagen)
- 2003 America’s Cup Sieger, Team Alinghi in Auckland (5 zu 0)
- 2006 Weltmeister, Farr 40, Newport (Rhode Island), USA
- 2007 Weltmeister, TP 52
- 2010 America’s Cup Sieger, Team BMW Oracle Racing in Valencia, Spanien, (2 zu 0)
- 2013 America’s Cup Sieger, Team Oracle Racing in San Francisco, USA, (9 zu 8)

## Auszeichnungen
- 1984 New Zealand Yachtsman of the Year
- 1985 Member of the British Empire (MBE)
- 1994 Silbernes Lorbeerblatt[9]
- 1995 Commander of the British Empire (CBE) durch Königin Elisabeth II. persönlich
- 1995 Auszeichnung zum weltbesten Segler der ISAF (ISAF) Originaltitel: ISAF Rolex World Sailor of the Year Award
- 1995 Sperry World Sailor of the Year
- 1995 Halberg Award
- 1996 Inductee (Ehrenmitglied) in der America’s Cup Hall of Fame[10]
- 1996 World Trophy for Oceania
- 2000 Verdienstorden Distinguished Companion of New Zealand  (New Zealand Order of Merit)
- 2003 Auszeichnung zum weltbesten Segler der ISAF (ISAF Rolex World Sailor of the Year Award)